# Karel Gavlík
Karel Gavlík (18. června 1913 – ?) byl český a československý politik Komunistické strany Československa, poslanec České národní rady a Sněmovny národů Federálního shromáždění na počátku normalizace.

## Biografie
V roce 1946 se uvádí jako člen MNV v Opavě za KSČ. Profesí byl koncem 60. let 20. století ředitelem státního statku Dvorce, okres Bruntál.
Po federalizaci Československa usedl do Sněmovny národů Federálního shromáždění. Mandát nabyl až dodatečně v prosinci 1969. Nominovala ho Česká národní rada, kam usedl rovněž dodatečně v listopadu 1969. Ve federálním parlamentu setrval až do konce funkčního období, tedy do voleb v roce 1971. K roku 1976 se uvádí jako člen Okresního výboru KSČ v okrese Bruntál.